# 高尾山分屯基地
高尾山分屯基地（たかおやまぶんとんきち、JASDF Takaoyama Sub Base）是日本航空自衛隊春日基地的分屯基地，位于岛根县松江市美保關町森山632，駐有第7警戒隊。
分屯基地司令同时兼任第7警戒隊長。

## 配置部隊
- 第7警戒隊